# Albert TE.1

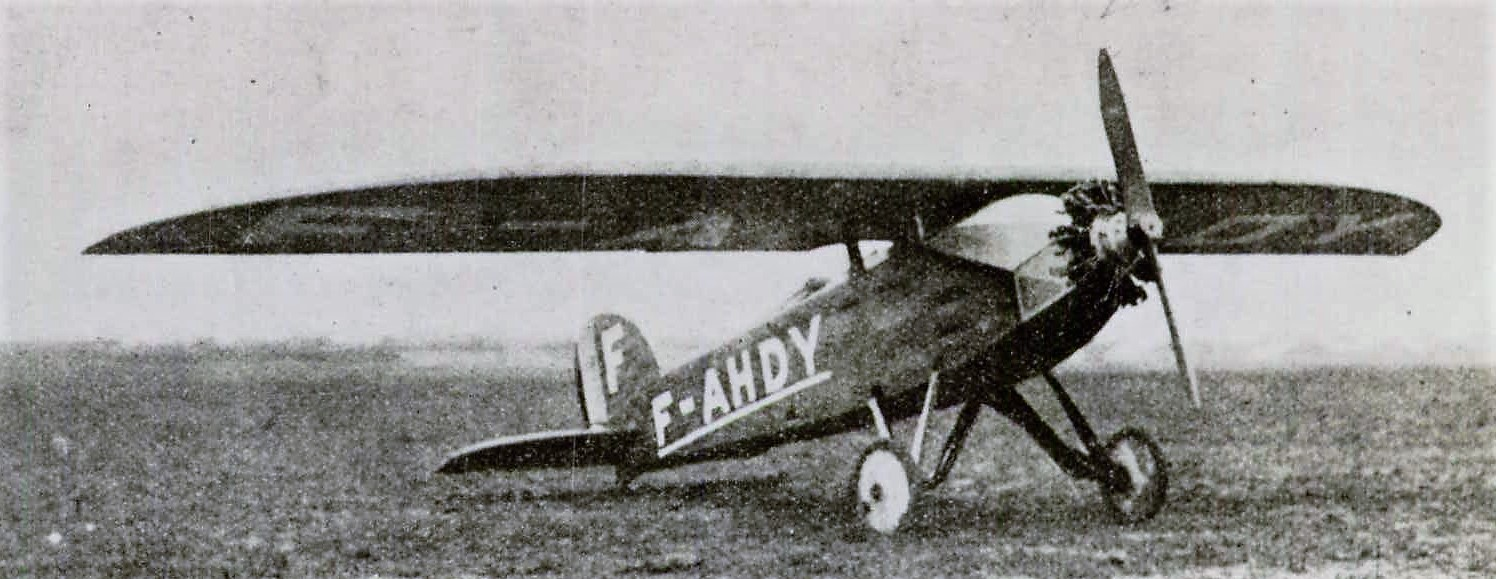
Albert TE.1 (F-AHDY)

Albert TE.1 a Albert A-110 byly francouzské jednomotorové, jednomístné, převážně dřevěné, sportovní a cvičné hornoplošníky navržené a postavené ve Francii v polovině 20. let firmou Albert-Aéronautique (později Societe Anonyme des Avions Albert) z francouzského Drancy.

## Vznik a vývoj
Počátkem dvacátých let pilot Edouard Albert požádal svého strýce Alphonse Telliera (slavného inženýra specializujícího se na stavbu hydroplánů), aby vyprojektoval lehké a ekonomické jednomístné letadlo, se kterým by se Albert zúčastňoval sportovních soutěží. Tellier se svým přítelem Robertem Duhamelem navrhli v roce 1925 projekt letadla Albert TE.1 (zprvu označené jako "Albert, licence Tellier Duhamel"). První verze letounu vzlétla v roce 1925 poháněna vodou chlazeným šestiválcovým motorem Vaslin V 6 B o výkonu 30 kW (40 k). Toto letadlo bylo sériově vyráběno s devítiválcovým vzduchem chlazeným hvězdicovým motorem Salmson 9 AD o výkonu 30 kW (40 k), s výjimkou posledních 3 letounů výr. č. 15, 16 a 17, které byly vybaveny československým motorem Walter NZ-60 o výkonu 60-70 k. Bylo vyrobeno celkem 22 letounů: 5 letadel označených jako TE.1 a 17 letadel označených jako A-110. Tento letoun byl uváděn jako cvičný letoun, poštovní letadlo nebo jako vojenský spojovací letoun.
V roce 1928 bylo zmíněno, že Albert připravuje dvoumístnou verzi označenou jako Albert TE.2 s motorem o výkonu 95-100 k, ale tato zpráva nebyla později potvrzena. Na tyto letouny navázal E. Albert v roce 1929 letounem A-120 s motorem Armstrong Genet (výr. č. 18 a 19) resp. přestavěný letoun výr. č. 14.

## Popis letounu
Letouny Albert TE.1 a A-110 byly celodřevěné konzolové, hornokřídlé jednoplošníky (typ parasol). Křídla, trup a ocasní plochy byly vyrobeny výhradně ze dřeva, podvozek z ocelových trubek, ostruha z ocelových per. Potah vesměs dýhový. Profil křídla měl proměnlivé rozměry podél rozpětí křídla. Křídlo, celé vyrobené ze smrkového dřeva, se skládalo ze dvou nosníků, které byly přemostěny pouze od sebe oddělenými žebry (stojiny z dýhy, příruby ze dřeva). Křídlo bylo potaženo překližkou. Použití dýhového potahu, který zpevnil strukturu křídla a trupu natolik, že bylo umožněno odstranit drátové výztuhy, napínáky a řadu příslušných kování.
Trup a ocasní plochy byly zkonstruovány stejným způsobem jaký byl zvolen u křídla (dřevo, překližka). Nosníky byly skříňového typu a byly spojeny navzájem podélnými lištami. Svislá ocasní plocha měla tvar obdélníku a nesla drátem ovládané půlkruhové kormidlo, které sahalo až k zadnímu konci. Otevřený pilotní prostor (kokpit) byl na úrovní odtokové hrany křídla, což umožňovalo dobrý výhled nad a pod křídlem.
Dvoukolový široký podvozek (rozchod 1,55 m) měl kola namontována na prohnutých polonápravách (V- vzpěry) zavěšených uprostřed spodní části trupu. Ostruha byla tvořena ocelovou, dvojitou listovou pružinou. Motor byl přichycen na jednoduchém rámu z ocelových trubek. Benzin se přiváděl do karburátoru motoru gravitačním spádem ze dvou nádrží z hliníku, umístěných v křídle. Letoun díky jednoduché konstrukci byl snadno rozebratelný, křídlo bylo připevněno k trupu v šesti bodech dvanácti šrouby, skupina ocasu pěti šrouby.

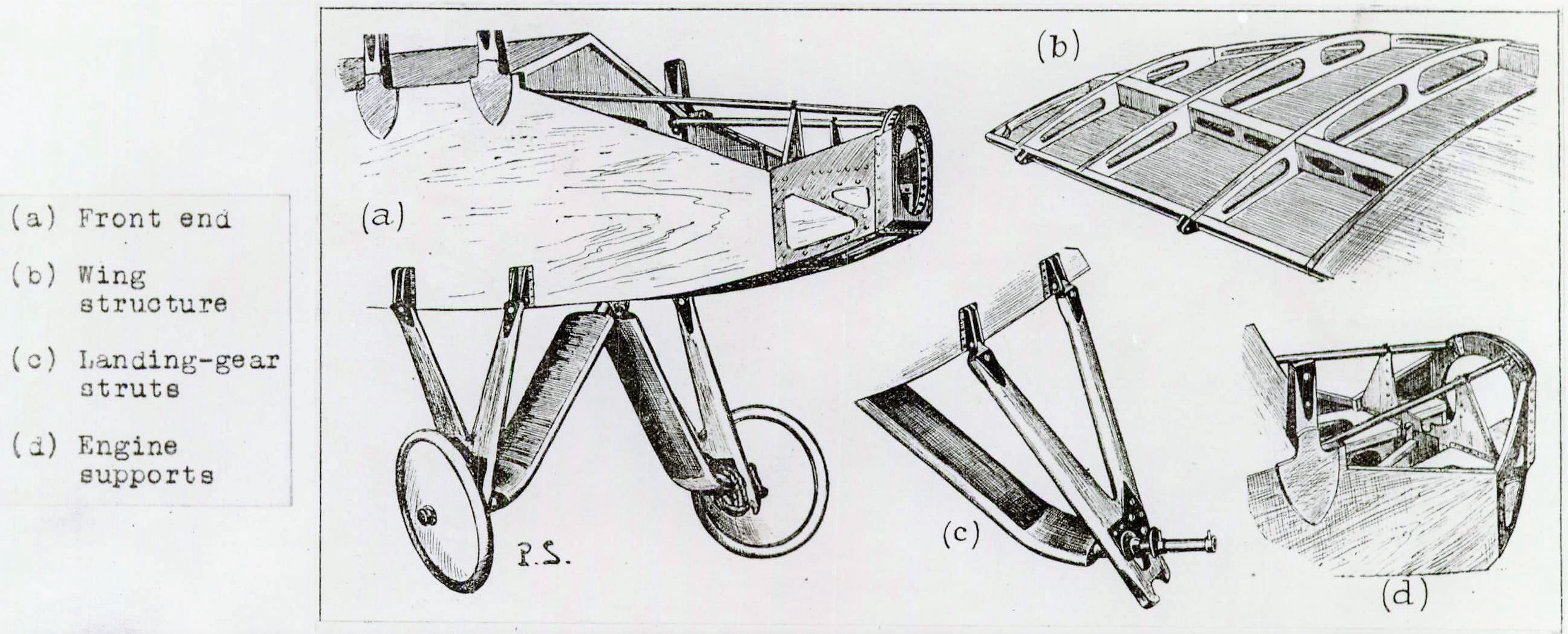
Albert TE.1, detaily (NACA Aircraft Circular No.23)

## Použití
Původní TE.1 díky svým letovým vlastnostem vyvolal i zájem francouzské armády, která letoun testovala ve zkušebním středisku ve Villacoublay u Paříže (nyní letecká základna Vélizy-Villacoublay Air Base). Předběžně bylo plánováno použití tohoto letadla jako cvičného nebo spojovacího letadla a dokonce i jako lehkého bojového letadla vyzbrojeného kulometem. K realizaci těchto plánů ale nedošlo. Pro civilní účely postavil Avions Albert další tři letadla TE.1 a jedno bylo vyrobeno ve Spojených státech na základě licence. Letoun v USA byl nazván jako „Baby Columbia“ a létal s imatrikulací XI0007.
V roce 1926 vykonal poručík Thoret s letounem TE.1 dva dálkové lety. První se uskutečnil v červnu "sedmietapový" (5.-16. června) let na trase Paříž-Mont Blanc-Benátky a zpět v délce 2500 km včetně přeletu Alp, kde překonal i výšku 3000 m n. m. O měsíc později zvládl 8denní let na trase Paříž - Varšava - Praha - Paříž v délce 3000 km. Tři různé letouny Albert TE.1 se účastnily v letech 1926 a 1928 dvou soutěží lehkých letadel, uspořádaných na pařížském letišti Orly. V srpnu 1926 se dvě letadla TE.1 zúčastnila soutěže d'Avions Économiques a v celkovém pořadí obsadily 3. a 4. místo. Další důležitá událost v kariéře TE.1 se stala 20. června 1927. TE.1, pilotovaný Edwardem Albertem, překonal francouzský výškový rekord, když vystoupal na 5535 m n. m.
Po těchto úspěších TE.1 vyrobila společnost Albert-Aéronautique větší sérii letadel pod označením Albert A-110 (výr. č. 1-17). Ve francouzské leteckém rejstříku byly tyto letouny zapsány pod různými názvy: Tellier 1, Tellier TE.1, Albert 10, Albert 110. Jsou zde zapsána mj. letadla F-AHDY (TE.1, výr. č. 1), F-AIDB (TE.1, výr. č. 2), F-AJFX (A-10, v.č. 1), F-AIVA (v.č. 6, později přestavěný na A-120), F-AIXO ( v.č. 14) a F-AJAX (A-110, v.č. 16). Letoun F-AJAX vlastnil baron de Perignon/Pharang (Annam) Indo-Chine (Le Bourget), ostatní letouny zůstaly povětšinou ve vlastnictví Soc.Albert Aeronautique z Drancy.
V roce 1999 bylo v jedné francouzské farmě (přesněji řečeno ve stodole) v departmentu Aisne objeveno torzo dvou letounů: A-61 s demontovanými křídly a bez motoru a A-110 s původním motorem Walter NZ-60 (výr. č. 17). Byla tam uložena v roce 1936. Obě letadla byla objevena nadací Ailex, v jejíž péči byla obnovena a v roce 2015 představena na letišti Aéroport Tours Val de Loire v Tours (údolí Loiry).

## Varianty
- TE.1 - Letoun s devítiválcovým hvězdicovým motorem Salmson 9AD o výkonu 40 k. Vyrobeno 5 letounů
- A-110
  - Letoun s motorem Salmson 9AD o výkonu 40 k. Vyrobeno 14 letounů (v. č. 1-14). Letouny s tímto motorem dosahovaly max. rychlosti 150 km/h a cestovní rychlosti 105 km/h. Prázdný letoun vážil 255 kg, vzletová hmotnost pouhých 387 kg[13]
  - Letoun s pětiválcovým hvězdicovým motorem Walter NZ-60 o jmenovitém výkonu 45 kW (60 k). Vyrobeny 3 letouny (v. č. 15-17)

## Uživatelé
- Francie
  - Albert-Aéronautique

## Specifikace
Údaje pro A-110 s motorem Walter NZ-60 dle

### Technické údaje
- Posádka: 1
- Rozpětí: 8,7 m
- Délka: 5,5 m
- Výška: 2,0 m
- Nosná plocha: 10,0 m2
- Plošné zatížení: 50 kg/m2
- Hmotnost prázdného letounu: 291 kg
- Vzletová hmotnost: 500 kg
- Pohonná jednotka: 1× vzduchem chlazený hvězdicový pětiválcový motor Walter NZ-60
- Výkon pohonné jednotky:
  - maximální, vzletový: 75 k (55 kW) při 1750 ot/min
  - nominální, jmenovitý: 60 k (44 kW) při 1400 ot/min
- Vrtule: dvoulistá dřevěná s pevnými listy

### Výkony
- Maximální rychlost: 172 km/h
- Cestovní rychlost: 160 km/h
- Nejmenší rychlost: 65 km/h
- Dostup: 5 500 m
- Dolet: 500–700 km
- Stoupavost: 8 minut do 1000 m, 19 min. do 2000 m a 30 min. do 3000 m